# Univerza v São Paulu
Univerza São Paulo (portugalsko Universidade de São Paulo, USP) je javna raziskovalna univerza v brazilski zvezni državi São Paulo in največja javna univerza v Braziliji. Od svoje ustanovitve je univerza ohranila status najprestižnejše izobraževalne ustanove v državi.
Univerza je bila ustanovljena leta 1934 in je združila že obstoječe šole v zvezni državi São Paulo, kot so Pravna fakulteta, Politehnična šola in Visoka šola za kmetijstvo. Ustanovitev univerze v tem letu je zaznamovala ustanovitev Fakultete za filozofijo, naravoslovje in književnost ter posledično novih oddelkov. Trenutno je univerza vključena v poučevanje, raziskovanje in univerzitetno izpopolnjevanje na vseh področjih znanja in ponuja široko paleto predmetov; in ima enajst kampusov, od tega štiri v mestu São Paulo. Preostali kampusi so v mestih Bauru, Lorena, Piracicaba, Pirassununga, Ribeirão Preto in dva v São Carlosu.
Alumni in profesorji Univerze São Paulo vključujejo nekdanjih ali sedanjih 13 brazilskih predsednikov, številne nominirance za Nobelovo nagrado, člane nacionalnega kongresa, ustanovitelje in direktorje pomembnih brazilskih podjetij, kot je bila alma mater za številne alumne na pomembnih položajih v brazilski družbi. Kar zadeva raziskave, je USP med največjimi brazilskimi raziskovalnimi ustanovami, saj ustvari več kot 25 % znanstvenih člankov, ki so jih brazilski raziskovalci objavili na visokokakovostnih konferencah in v revijah.

## Zgodovina
Po porazu v konstitucionalistični revoluciji je São Paulo potreboval institucionalne izboljšave. Zato je leta 1933 skupina poslovnežev ustanovila Brezplačno šolo za sociologijo in politiko (ELSP) (sedanja fundacija Fakulteta za sociologijo in politiko v São Paulu). Leta 1934 je začasni guverner São Paula, Armando de Sales Oliveira, ustanovil Univerzo v São Paulu (USP).
To je bilo eno od prizadevanj, da bi Braziliji zagotovili sodobne upravne, izobraževalne in vojaške ustanove v obdobju, znanem kot »iskanje alternativ«. Ena od glavnih pobud je vključevala ustanovitev istega leta Univerze v São Paulu. Njeno jedro je bila Šola za filozofijo, znanosti in jezike s profesorji, ki so prihajali iz Francije, Italije, Španije, Nemčije in drugih evropskih držav. ELSP je predpostavila cilj upravnih elit oblikovati nov model, v katerem so opozorili na vse večjo vlogo države, medtem ko se je USP osredotočila na usposabljanje srednješolskih učiteljev, naravoslovcev, inženirjev, odvetnikov, zdravnikov in profesorjev. ELSP je sledila sociološkemu ameriškemu modelu, medtem ko je USP kot glavni vir navdiha uporabil francoski akademski svet.
Tuji profesorji, kot so Claude Lévi-Strauss (Francija), Fernand Braudel (Francija), Roger Bastide (Francija), Robert H. Aubreton (Francija), Heinrich Rheinboldt (Nemčija), Paul Arbousse Bastide (Francija), Jean Magüé (Francija) , Martial Gueroult (Francija), Emilio Willems (Nemčija), Donald Pierson (ZDA), Gleb Vassielievich Wataghin (Rusija), Pierre Monbeig (Francija), Giacomo Albanese (Italija), Luigi Fantappiè (Italija), Vilém Flusser (Češka) , Giuseppe Ungaretti (Italija) in Herbert Baldus (Nemčija), so v različnih institucijah predvajali nove standarde za poučevanje in raziskovanje ter ustvarili nove generacije znanstvenikov v Braziliji.
Od svoje ustanovitve je USP sprejemala profesorje in raziskovalce z vsega sveta, kot so David Bohm (ZDA), Giuseppe Occhialini (Italija), François Châtelet (Francija), Anatol Rosenfeld (Nemčija), Helmi Nasr (Egipt), Gérard Lebrun ( Francija), Fritz Köberle (Avstrija), Alexander Grothendieck (Francija) in Heinz Dieter Heidemann (Nemčija).

### Izvori
Univerza São Paulo je rezultat kombinacije novoustanovljene šole za filozofijo, znanosti in jezike (Faculdade de Filosofia, Ciências e Letras, FFCL, trenutno Fakulteta za filozofijo, jezike in humanistične vede – Faculdade de Filosofia, Letras e Human Sciences, FFLCH) z obstoječo Politehnično šolo za inženiring (ustanovljeno leta 1893), Visoko šolo za kmetijstvo Luiz de Queiroz (Escola Superior de Agricultura Luiz de Queiroz) (ustanovljeno leta 1901), Medicinsko šolo (ustanovljena leta 1912), tradicionalna pravna fakulteta (ustanovljena leta 1827), stara šola za farmacijo in zobozdravstvo (ustanovljena leta 1898), Inštitut za astronomijo, geofiziko in atmosferske vede (ustanovljen leta 1886) in šola za veterinarsko medicino (ustanovljeno leta 1919).
FFCL se je pojavila kot povezovalni element univerze, ki združuje predmete na različnih področjih znanja. Tudi leta 1934 je bila ustanovljena šola za telesno vzgojo (športna znanost) države São Paulo, prva civilna šola za telesno vzgojo v Braziliji, ki bo kasneje del univerze. Leta 1944 je Medicinska fakulteta odprla svojo javno bolnišnico (Hospital das Clínicas Univerze São Paulo). Istega leta je nastala Inženirska šola Sao Carlos (EESC). V naslednjih letih je bilo ustanovljenih tudi več drugih raziskovalnih enot, kot je druga medicinska šola, ki se bila leta 1952 v mestu Ribeirão Preto (notranjost Sao Paula).
V 1960-ih je univerza postopoma prenesla sedež nekaterih svojih enot na mestno univerzo Armando de Salles Oliveira v São Paulu. Leta 1963 je bil ustanovljen Heart Institute Univerze v São Paulu. Nato so bili ustanovljeni novi inštituti in šole, na primer Šola za novinarstvo, komunikacije in umetnost (ECA) leta 1966. Z leti so se nekateri stari oddelki univerze preoblikovali v avtonomne fakultete ali inštitute, kot je Inštitut za biomedicinske znanosti (ICB), Inštitut za geoznanosti (IGc) in Inštitut za bioznanosti (IB) leta 1969.

### Vojaška diktatura
V 1970-ih in delno 1980-ih nekateri kritiki menijo, da je USP doživela intelektualno disekcijo, tako v smislu proizvodnje znanja kot kakovosti človeških virov. V preteklih desetletjih je imela univerza bistveno vlogo pri razpravi in širjenju pomembnih političnih idej, ki so prispevale k demokratizaciji države, združevanje številnih levičarskih intelektualcev (kot so Florestan Fernandes, Boris Fausto, Paul Singer, Antonio Candido, Gioconda Mussolini med drugim).
Med brazilsko diktaturo je bilo veliko število profesorjev z USP preganjanih in celo mučenih – mnogi so bili prisiljeni zapustiti državo. To je upočasnilo znanstveno proizvodnjo v Braziliji. Prav tako je spodbujal sistematično povečanje skupnega števila prostih delovnih mest za diplomante, ki jih je spodbujala državna vlada.
Vrzel, ki je nastala zaradi odstranitve profesorjev in študentov, ki jih je preganjal vojaški režim, je bila prekinjena s kampanjo politične amnestije od začetka 1980-ih. Več enot USP je praznovalo vrnitev svojih odstavljenih profesorjev, čeprav so bili mnogi med njimi ponovno zaposleni pod drugačnimi pogoji (nekdanji redni profesorji so prevzeli nova mesta docentov).

### Razširitev
Vzporedno s posledično intelektualno praznino politične represije v 1960-ih do 1980-ih je potekal proces drobljenja akademskih enot, nastajale so nove fakultete in novi inštituti, kar je imelo za posledico nove smeri, nove smeri raziskovanja in podiplomske programe. Prvotno zasnovana kot akademsko jedro univerze – ki združuje različna področja znanja – je FFCL (Šola za filozofijo, znanost in literaturo) videla, da so njeni oddelki pridobili avtonomijo in postali ločene enote. Fizikalni inštitut je bil prvi oddelek, ki se je izločil iz stare FFCL, sledili pa so mu tudi drugi naravoslovni oddelki.
Leta 2004 je univerza ustanovila Inštitut za mednarodne odnose (Institute of International Relations) z namenom preučevanja globalnih zadev v multidisciplinarnem okolju (pravo, politologija, ekonomija in zgodovina) z brazilskimi in mednarodnimi študenti in profesorji (program mednarodne izmenjave). Leta 2005 je bila v vzhodni coni mesta São Paulo zgrajena nova šola za umetnost, znanost in humanistiko (EACH), ki je izvajala nekaj predmetov, ki presegajo tradicionalni model brazilske univerze in si prizadevajo za diverzifikacijo območij konsolidirana institucija. 21. marca 2006 je USP odobril združitev druge šole za kemijsko inženirstvo (FAENQUIL) v mestu Lorena (podeželsko območje), v dolini Paraíba (podeželsko območje zvezne države São Paulo), s približno 1600 študenti. skupaj in od teh 1200 ob maturi. Leta 2007 je bila ustanovljena druga pravna fakulteta v mestu Ribeirão Preto, prav tako na podeželju zvezne države São Paulo.

## Akademiki
Danes ima USP pet bolnišnic in ponuja 247 dodiplomskih programov in 239 podiplomskih programov na vseh študijskih področjih. Na univerzi je skupno 24 muzejev in galerij – s pol milijona obiskovalcev letno – dve gledališči, kino, TV kanal in orkester. Univerza v São Paulu pozdravlja ljudi z vseh celin in spodbuja ta proces prek mrež in konzorcijev (Mednarodni urad – USP), kot so Erasmus Mundus, Associação das Universidades de Língua Portuguesa in Rede Magalhães (SMILE – mobilnost študentov v Latinski Ameriki, na Karibih in Evropa), med drugim.

### Uvrstitve
Po podatkih ARWU je bil USP na prvem mestu glede na število podeljenih doktoratov v letu 2011. USP je uvrščena med 70 najboljših univerz na svetu na lestvici Top Universities by Reputation 2013, ki jo je objavil Times Higher Education. Glede na Academic Ranking of World Universities iz leta 2013 je USP uvrščena v skupino 101–151 najboljših svetovnih univerz. Po lestvici CWTS Leiden za leto 2020 je Univerza v São Paulu uvrščena na 7. mesto na svetu.  Na lestvici QS World University Rankings za leto 2024 je bila Univerza São Paulo uvrščena na 85. mesto na svetu in na 1. mesto v Latinski Ameriki. Od leta 2021 je Univerza v São Paulu prva latinskoameriška ustanova na lestvici svetovnih univerz Times Higher Education, ki je uvrščena med 201. in 250. mesto.

### Zdravstveno varstvo
USP upravlja štiri bolnišnice, med njimi javno bolnišnico medicinske šole Univerze v São Paulu, največji bolnišnični kompleks v Latinski Ameriki in glavno mesto za poučevanje in usposabljanje za medicinsko fakulteto univerze, ki je visoko uvrščena v Latinski Ameriki. Vse so:
- Javna bolnišnica medicinske šole Univerze v São Paulu
- Inštitut za srce Univerze v São Paulu
- Javna bolnišnica medicinske šole Ribeirão Preto
- Bolnišnica za rehabilitacijo kraniofacialnih anomalij – Centrinho

### Knjižnični sistem
USP ima 42 knjižnic, ki jih upravlja Integrirani knjižnični sistem (SIB – Sistema Integrado de Bibliotecas v portugalščini), ki je odgovoren tudi za spletni sistem univerze DEDALUS.
Dedalus je spletna zbirka podatkov, ki omogoča hkratno posvetovanje v vseh knjižnicah na univerzi. Dedalus je vključen tudi v sistem z imenom Integrated Research, ki združuje vse spletne baze podatkov, ki jih podpisuje univerza. To omogoča hitrejše akademske raziskave, raziskovalcem pa omogoča enostaven dostop do mednarodnih publikacij.

### Muzeji in umetniške galerije
Univerza São Paulo upravlja bogat nabor muzejev in umetniških galerij, ki so večinoma v osrednjem kampusu v mestu São Paulo:
- Muzej sodobne umetnosti Univerze v São Paulu (Muzej sodobne umetnosti)
- Museu Paulista (Zgodovinski muzej São Paula)
- Zoološki muzej
- MAE-USP – Muzej za arheologijo in etnologijo
- Muzej kave Francisco Schmidt (kampus Ribeirão Preto)

### Akademska kariera
- Asistent – MS-2 (imeti mora magisterij in biti vpisan v doktorski študij). Študenti dodiplomskega študija so lahko tudi asistenti za semester, s štipendijami vsakega oddelka.
- Profesor doktor – MS-3 (imeti mora doktorat ali enakovreden naziv).
- Izredni profesor – MS-5 (imeti mora naziv Livre docente; enakovreden nemški habilitaciji).
- Redni profesor – MS-6 (najvišji čin, samo profesorji MS-6 lahko zasedajo funkcije, kot je dekan fakultete/šole ali rektor univerze).

## Sprejemi
Brazilski študenti opravljajo sprejemni izpit USP, vestibular, ki ga pripravlja in vodi FUVEST (Univerzitetna fundacija za vestibular), v skladu s predpisi, ki jih je odobril svet za dodiplomski študij univerze. V letu 2012 se je na Fuvestov sprejemni izpit prijavilo 159.603 dijakov, kar je skupaj 10.982 razpisov. Od kandidatov se zahteva, da opravijo preizkus izbirnih vprašanj, ki vključuje kemijo, fiziko, matematiko, biologijo, geografijo, zgodovino, portugalščino in angleščino. Drugi krog testov je pisni in specifičen za izbrano področje študija, vključno z bolj poglobljenimi vprašanji iz fizike, kemije in matematike za tehniko; zgodovina, matematika in geografija za pravo itd. Za vse so potrebna poglobljena pisna portugalska vprašanja.
V zadnjem času lahko študenti zdaj dostopajo tudi do univerze z opravljanjem nacionalnega srednješolskega ocenjevalnega testa ENEM prek enotnega izbirnega sistema (SISU). Vsak dodiplomski tečaj upravlja prosta mesta, ki so na voljo za vsak sprejemni postopek.
Mednarodni študenti lahko pridejo skozi več programov izmenjave. Leta 2012 je USP gostil več kot 2300 študentov na izmenjavi. Približno tretjina mednarodnih študentov je vpisana v humanistične in družboslovne smeri, druga tretjina pa v inženirske programe.
USP od svojih študentov, domačih ali tujcev, ne zahteva plačila šolnine, saj njen vir financiranja prihaja iz države São Paulo.

## Organizacija
USP ustreza ideji 'univerze' kot niza avtonomnih šol, inštitutov in visokih šol, od katerih je vsaka odgovorna za eno področje znanja (prej omenjenih šestintrideset poučevanja, raziskovanja in razširitve). Tako kot večina brazilskih univerz podeljuje avtonomijo svojim enotam za poučevanje, raziskovanje in razširitev glede didaktične organizacije in kurikularne opredelitve vsakega od predmetov, kar pogosto povzroči pretirano razdrobljenost poučevanja in raziskovanja ter nepovezanost med znanjem, proizvedenim v vsako od enot.
Vsaka enota je razdeljena na oddelke. Oddelek je običajno odgovoren za enega od tečajev, ki jih ponuja enota, ali za določeno iskalno vrstico. Pri enotah z enim ali dvema predmetoma oddelki ne odgovarjajo za celoten predmet, ampak za njegov del. Zaradi že omenjene razdrobljenosti in decentralizacije univerze je običajno, da so oddelki podobnih profilov na različnih enotah, kar povzroča kritike glede učinkovitosti javnih vlaganj in podvajanja prizadevanj.

### Administracija
Upravna struktura USP ima v rektoratu svoj osrednji organ, kot tudi v rektorju glavno osebo univerze. Rektoratu so podrejeni štirje prorektorati, specializirane agencije za vsako od področij delovanja univerze: prorektorat (PRG), podiplomski prorektorat (PRPG), prorektorat za raziskovanje (PRP) in pro-rektorat. Rectory of Culture and Extension (PRC).
V zadnjih letih je potekala razprava o ustanovitvi prorektorata za pomoč študentom, predmetu, ki je po mnenju kritikov vedno veljal za drugotnega pomena za vodstvo univerze.